# Rikrok

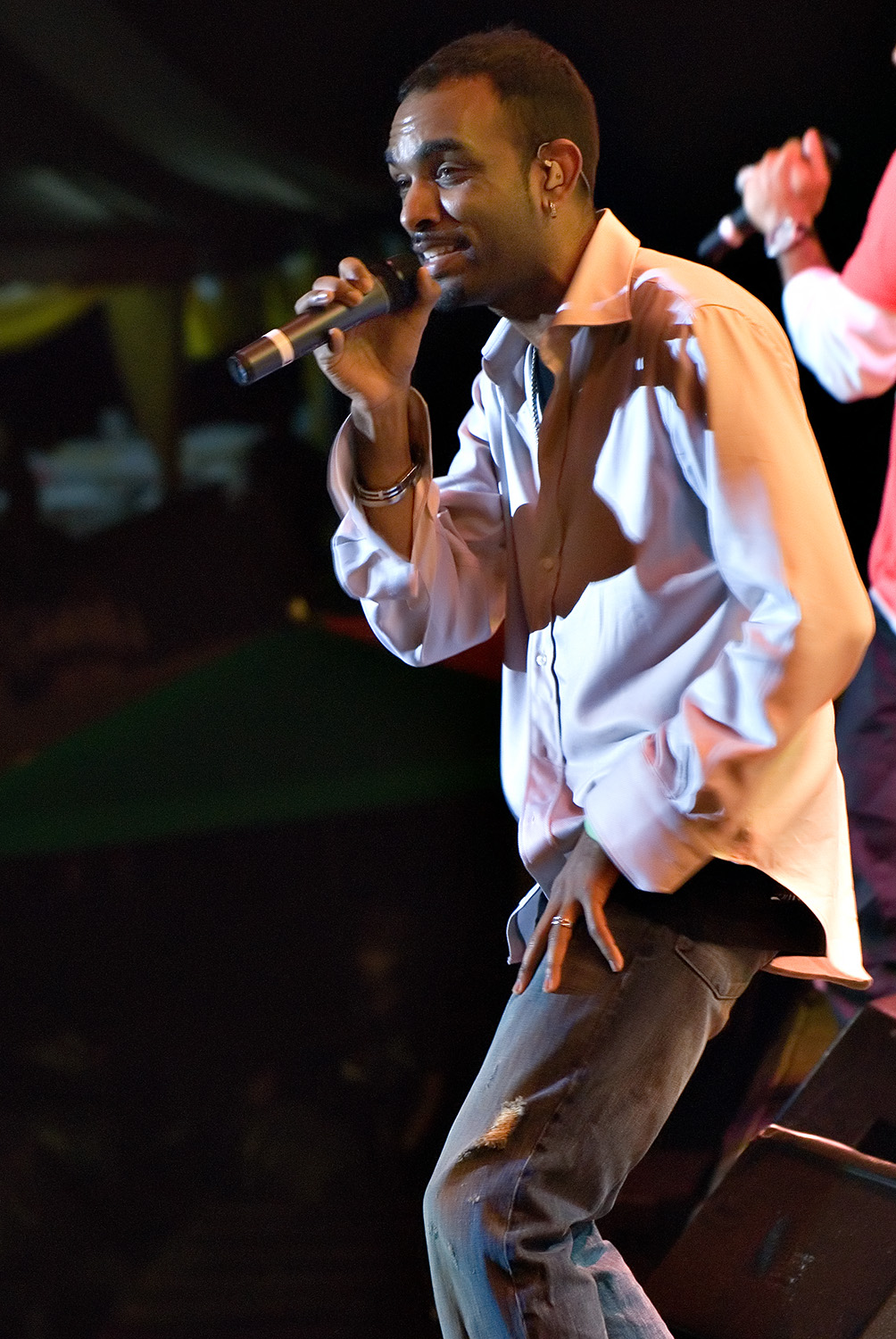
Rikrok (2007)

Rikrok, auch Rik Rok, eigentlich Ricardo George Ducent (* 17. Juni 1972 in London), ist ein britisch-jamaikanischer Reggae-Musiker.

## Biografie
Ducent hatte seinen größten Erfolg als Sänger des 2000er Shaggy-Hits It Wasn’t Me. Trotz einer Vielzahl weiterer Veröffentlichungen blieb es bei diesem einen großen Hit. Lediglich die Singles Your Eyes (2004) und Bonafide Girl (2008), ebenfalls beide zusammen mit Shaggy, standen kurzzeitig auf unteren Plätzen der britischen bzw. deutschen Hitparade.

## Diskografie

### Singles
| Jahr | Titel                      | Höchstplatzierung, Gesamtwochen, AuszeichnungChartplatzierungen (Jahr, Titel, Platzierungen, Wochen, Auszeichnungen, Anmerkungen) | Höchstplatzierung, Gesamtwochen, AuszeichnungChartplatzierungen (Jahr, Titel, Platzierungen, Wochen, Auszeichnungen, Anmerkungen) | Höchstplatzierung, Gesamtwochen, AuszeichnungChartplatzierungen (Jahr, Titel, Platzierungen, Wochen, Auszeichnungen, Anmerkungen) | Höchstplatzierung, Gesamtwochen, AuszeichnungChartplatzierungen (Jahr, Titel, Platzierungen, Wochen, Auszeichnungen, Anmerkungen) | Höchstplatzierung, Gesamtwochen, AuszeichnungChartplatzierungen (Jahr, Titel, Platzierungen, Wochen, Auszeichnungen, Anmerkungen) | Anmerkungen                                                  |
| Jahr | Titel                      | DE | AT | CH | UK | US | Anmerkungen                                                  |
| ---- | -------------------------- | --- | --- | --- | --- | --- | ------------------------------------------------------------ |
| 2000 | It Wasn’t Me Hot Shot      | DE4 Platin · (17 Wo.)DE | AT3 Gold · (20 Wo.)AT | CH2 Gold · (31 Wo.)CH | UK1 ×4Vierfachplatin · (31 Wo.)UK                                                                                                 | US1 (25 Wo.)US | Erstveröffentlichung: 21. September 2000 Shaggy feat. Rikrok |
| 2004 | Your Eyes –                | — | — | — | UK57 (2 Wo.)UK | — | Rikrok feat. Shaggy                                          |
| 2008 | Bonafide Girl Intoxication | DE71 (3 Wo.)DE | — | — | — | — | Shaggy feat. Rikrok und Toni Gold                            |

Weitere Singles
- 1999: What a Gal (mit Delly Ranks)
- 2002: These Are the Lips (Shaggy feat. Rik Rok)
- 2003: Reggae Party
- 2003: Do It Right (Bounty Killa feat. Rik Rok)
- 2003: Shake It
- 2004: Why
- 2004: Roll with Me (feat. Shaggy)
- 2004: Caribbean Girl
- 2004: Road Block (Shaggy feat. Rik Rok)